# École secondaire Mont-Saint-Sacrement
 (mars 2008).
Si vous disposez d'ouvrages ou d'articles de référence ou si vous connaissez des sites web de qualité traitant du thème abordé ici, merci de compléter l'article en donnant les références utiles à sa vérifiabilité et en les liant à la section « Notes et références ».
L'école secondaire Mont-Saint-Sacrement (ESMSS) est une école d'enseignement secondaire privé mixte de Saint-Gabriel-de-Valcartier en banlieue nord de Québec. Son nom découle de sa localisation dans un environnement montueux et du fait qu'elle a été fondée par les Pères du Saint-Sacrement.
Elle est sur un site boisé, entouré de collines, dans le massif des Laurentides, non loin de la rivière Jacques-Cartier et à proximité d'un petit lac; cet endroit lui permet d'offrir des cours reconnus de plein-air (orientation en forêt, escalade sur glace, canotage, etc.)  
À l'origine, les bâtiments de l'école étaient un lieu de villégiature (hôtel et centre de ski alpin) appelé Valcartier Ski Lodge, ce qui explique son caractère architectural particulier. L'édifice a été acquis par la congrégation des Religieux du Très-Saint-Sacrement en septembre 1954. Ouverte en 1955, l'école est dirigée par les Pères du Saint-Sacrement jusqu'en 1982, date du départ des religieux et la prise en charge par une corporation privée. Elle a accueilli des pensionnaires jusqu'en 1965. Elle offre un programme régulier enrichi ainsi que le programme d'éducation internationale de l'Organisation du Baccalauréat International.
Durant la période estivale, l'École secondaire Mont-Saint-Sacrement devient le site de l'École de musique des cadets de la Région de l'est pour l'Unité régionale de soutien au cadets (Est). 
Réputée pour son programme de Plein Air et d’activités à l’extérieur, l’école est dotée de pistes de ski de fond, de course à pied, de parois d’escalade, d’un lac privé, d’une patinoire et d’un terrain de volley-ball de sable. Ces multiples installations peuvent être utilisées par les élèves. 
En 1987, elle comptait 608 élèves. En 2005, elle comptait 763 élèves. Elle s'est classée cette même année au 75e rang provincial au Palmarès des écoles secondaires du magazine L'Actualité.
En 2008, elle comptait 867 élèves.
Toutes ses équipes sportives ont comme nom les Lynx. MSS est réputée pour le basket-ball, le volley-ball, le rugby, le badminton, l’ultimate Frisbee et plusieurs autres disciplines.